# Unternehmensverbindung
Unternehmensverbindung  (oder Unternehmenszusammenschluss) bezeichnet die vertraglich vereinbarte enge Zusammenarbeit verschiedener Unternehmen (Kooperation) bzw. die wirtschaftliche und rechtliche Vereinigung verschiedener Unternehmen zu einer größeren Wirtschaftseinheit (Konzentration, siehe Unternehmenskonzentration). Dabei ist es nicht zwingend, dass die Selbständigkeit der einzelnen Unternehmen im Bereich wirtschaftlicher Entscheidungen aufgehoben wird. Unternehmensverbindungen werden aus unterschiedlichen Überlegungen durchgeführt, aber letztlich ist die Absicht ursächlich, mehr Marktmacht etwa durch größere Marktanteile zu erlangen.

## Formen

### Kooperation
Kooperation bezeichnet die freiwillige Zusammenarbeit zwischen verschiedenen Unternehmen zur gemeinsamen Durchführung von Großprojekten oder zur Durchsetzung gemeinschaftlicher Interessen gegenüber Dritten, zum Beispiel in der Form einer strategischen Allianz. Die Merkmale der Kooperation sind zum einen die Zusammenarbeit zwischen Unternehmen durch Abstimmung von Funktionen oder der Ausgliederung von Funktionen und Übertragung der Entscheidungsfindung auf eine gemeinschaftliche Einrichtung (beispielsweise in Form einer Offenen Handelsgesellschaft – OHG). Zum anderen müssen die verbundenen Unternehmen ihre rechtliche Selbständigkeit und auch ihre wirtschaftliche Selbständigkeit in den Bereichen bewahren, die nicht dem Kooperationsvertrag unterworfen sind.
Ist die Kooperation mit Wettbewerbsbeschränkungen verbunden, etwa mit Preisabsprachen, Aufteilungen von Märkten, Wettbewerbsverboten, Liefer- oder Bezugsverpflichtungen o. ä., so ist die Kooperation am einzelstaatlichen oder europäischen Wettbewerbsrecht, insbesondere am Kartellverbot, zu messen.

### Konzentration
Die Konzentration (Unternehmenskonzentration; genauer: Unternehmungskonzentration) beschreibt dagegen den Zusammenschluss von Unternehmen unter Aufgabe ihrer wirtschaftlichen Selbständigkeit. Die rechtliche Selbständigkeit bleibt aber weiterhin bestehen. Hauptmerkmal von Unternehmungskonzentrationen ist die Unterordnung der zusammengeschlossenen Unternehmen unter eine einheitliche Leitung. Der Zusammenschluss muss nicht notwendigerweise freiwillig vonstattengehen. Dies geschieht entweder durch Erwerb einer Mehrheitsbeteiligung durch das beherrschende Unternehmen oder durch Abschluss eines Beherrschungsvertrages. Geben die Unternehmen beim Zusammenschluss auch ihre rechtliche Selbständigkeit auf, spricht man von einer Fusion. Eine Fusion liegt immer dann vor, wenn entweder ein Unternehmen durch Aufnahme in ein bereits bestehendes Unternehmen eingegliedert wird oder durch Neubildung, bei der zwei Unternehmen A und B ein neues Unternehmen C bilden (siehe dazu auch Verschmelzung).
Die Konzentration von Unternehmen stellt in rechtlicher Hinsicht grundsätzlich einen Zusammenschluss dar, der, sofern er eine gewisse Größenordnung erreicht oder überschreitet, der einzelstaatlichen oder der europäischen Zusammenschlusskontrolle unterliegt.
Die wirtschaftliche Entwicklung hin zu globalisierten Märkten und die zunehmende Mechanisierung und Automatisierung von Produktions- und Absatzprozessen, als auch die Sicherung von Rohstoff- und Energieressourcen sowie immer aufwendiger werdende Forschungs- und Entwicklungsprojekte führen zu verstärkten Konzentrationstendenzen bei größeren Unternehmen. Dadurch werden kleine und mittlere Unternehmen zu Kooperationen gezwungen, um am Markt bestehen zu können. Hier zeigt sich die Tendenz der freien Marktwirtschaft zu allmählicher Selbstzerstörung durch Aufhebung des freien Wettbewerbs aufgrund von Kooperationen und Konzentrationsbestrebungen der Unternehmen.
Eine Verbindung unselbständiger Unternehmen ist kein Zusammenschluss. Daher ist die Verbindung von zwei Gesellschaften, deren Geschäftsanteile jeweils mehrheitlich von derselben Muttergesellschaft gehalten werden, eine unter dem Gesichtspunkt des Zusammenschlusses irrelevante konzerninterne Verbindung.

## Zielsetzungen

### Allgemeine Ziele
Hauptziel eines Unternehmenszusammenschlusses ist es, langfristig den Gewinn zu maximieren. Die einzelnen Schritte zu diesem Ziel sind:
- Wachstum: Ein internes bzw. natürliches Wachstum ist nur auf neuen, prosperierenden Märkten mit wenig Konkurrenz schnell zu erwarten. Ein externes Wachstum ist durch eine Unternehmensverbindung möglich. Häufig wird dabei ein Unternehmen von einem anderen übernommen (siehe zum Beispiel Daimler-Benz AG und Chrysler Corporation oder, als Beispiel für eine feindliche Übernahme, Vodafone und Mannesmann).
- Erhöhung der Wirtschaftlichkeit: Hierfür wird gerne der Synergieeffekt angeführt. Durch den Abbau bzw. durch die Zusammenlegung von doppelt vorhandenen Abteilungen nach dem Zusammenschluss – wie beispielsweise die Finanzbuchhaltung oder die Personalabteilung – werden Rationalisierungseffekte erzielt. Auch der Austausch von in den Unternehmen vorhandenem Know-how soll Steigerungen der Wirtschaftlichkeit bringen.
- Minderung des Risikos: Durch Aufteilung des Risikos auf mehrere Partner bei der Kooperation bzw. durch Diversifikation in neue Produkte und Märkte bei der Konzentration soll das Risiko für die zusammengeschlossenen einzelnen Unternehmen geringer werden.

### Ziele für einzelne Unternehmensbereiche

#### Beschaffung
Durch gemeinschaftliches Auftreten am Beschaffungsmarkt kann eine Verbesserung der Verhandlungsposition gegenüber starken Lieferanten erreicht werden. Günstigere Konditionen (Lieferbedingungen, Zahlungskonditionen) und – durch entsprechend größere Einkaufsmengen – günstigere Beschaffungspreise können durchgesetzt werden. Vor allem Handelsunternehmen haben sich zu Einkaufsgenossenschaften zusammengeschlossen. Bei Industrieunternehmen steht vor allem die Risikominderung bei der Rohstoffversorgung, sowohl quantitativ als auch qualitativ, im Vordergrund. Hier werden Verbindungen mit Unternehmen der vorgelagerten Produktionsstufe (Rohstoffgewinnungsbetriebe) eingegangen.

#### Produktion
Ziel ist es, die Verbesserung der Produktionsprozesse hinsichtlich Menge, Qualität, Ort und Zeit zu optimieren. Weitere Einsparpotentiale werden in der Verfahrenstechnik durch Klassifikation und Normung erreicht.

#### Finanzierung
Die hohen finanziellen Belastungen vor allem bei Großprojekten, kann ein einzelnes Unternehmen meist nicht alleine tragen. Daher gehen Unternehmen Kooperationen untereinander ein, um solche Projekte doch durchführen zu können. Der Zusammenschluss zu einer Arbeitsgemeinschaft bzw. einer Projekt-Holding sollen die Finanzierungsmöglichkeiten erweitern und das Risiko auf mehrere Partner verteilen.
Der Zusammenschluss kann durch vorhandene Eigenmittel, Fremdfinanzierung (Bankkredite), Beteiligungsfinanzierung, eigene Aktien oder eine Aktienkapitalerhöhung finanziert werden.

#### Absatz
Zusammenschlüsse in diesem Bereich haben als Motiv vor allem die Verbesserung der Absatzmöglichkeiten durch eine gemeinsame Vertriebsorganisation. Durch Koordinierung der Absatzmärkte und Marketingmaßnahmen wird der Vertrieb von Produkten rationeller gestaltet. Eine weitere Folge des Zusammenschlusses ist die Erweiterung des Absatzprogramms (Schaffung von Cross-Selling-Potentialen). Dies wirkt sich risikomindernd aus, da hierdurch die Absatzmöglichkeiten abgesichert werden. Die Risikostreuung erfolgt durch die Diversifikation. Evtl. ermöglicht die neu erlangte Größe auch die Erschließung von ausländischen Märkten.

## Formen von Unternehmensverbindungen

### Konsortium
Konsortien sind Unternehmensverbindungen auf vertraglicher Basis zur Abwicklung genau definierter Aufgaben. Nach Erfüllung dieser Aufgaben lösen sie sich wieder auf. Als Gesellschaftsform wird normalerweise die Form der Gesellschaft bürgerlichen Rechts (GbR) gewählt. Am häufigsten anzutreffen sind Bankkonsortien, die zum Zwecke der Emission von Wertpapieren wie Anleihen oder Aktien bzw. zur Vergabe von größeren Krediten gebildet werden. In der Industrie werden Konsortien hauptsächlich gebildet, um Großprojekte durchführen zu können. Wie jede andere Kooperation kann auch das Konsortium unter das Kartellverbot fallen, soweit es mit Wettbewerbsbeschränkungen verbunden ist.

### Kartell
Kartelle sind Kooperationen zwischen Unternehmen auf der Grundlage von Verträgen zwischen Unternehmen, aufeinander abgestimmten Verhaltensweisen oder Beschlüssen von Unternehmensvereinigungen, die regelmäßig mit dem Ziel eingegangen werden, den Wettbewerb im Verhältnis zwischen den an ihm beteiligten Partnern oder im Verhältnis zu Dritten einzuschränken. Die rechtliche und organisatorische Selbständigkeit bleibt nach außen hin erhalten. Ist die Kooperation mit Wettbewerbsbeschränkungen verbunden, so unterliegt sie dem Kartellrecht, möglicherweise auch dem Kartellverbot.

### Syndikat
Das Syndikat ist die straffste Form eines Kartells. Die wirtschaftliche und rechtliche Unabhängigkeit wird von den beteiligten Unternehmen teilweise aufgegeben. Kernfunktionen wie der Absatz oder die Beschaffung werden an eine selbständige Handelsgesellschaft übertragen. Syndikate sind in Deutschland grundsätzlich verboten.

### Joint Venture
Joint Ventures (Gemeinschaftsunternehmen, deutsch „gemeinsames Wagnis“) sind von zwei oder mehreren Unternehmen gemeinsam getragene körperschaftliche Gebilde, die in irgendeiner Form mit der Führung des Stammunternehmens verbunden sind. Bei dieser Form der Unternehmensverbindung werden einzelne Unternehmensaktivitäten nicht nur organisatorisch verknüpft, sondern es werden auch die notwendigen Ressourcen in die gemeinsam gegründete Gesellschaft eingebracht. Joint Ventures werden oft gegründet, um in neuen, v. a. ausländischen Märkten Fuß zu fassen oder um Produktionsstätten dort zu errichten. Dabei wird häufig eine Gesellschaft ähnlich der deutschen GmbH zusammen mit einem heimischen Unternehmen gegründet. In die neue Gesellschaft können die Beteiligungen in Form von immateriellen Vermögensgegenständen, wie z. B. Lizenzen, Rechte, Kundenstamm etc. oder in Form von Immobilien, Produktionsanlagen oder Finanzmitteln einfließen. Oftmals sind die Anteile der beiden (oder mehr) Gesellschafter paritätisch, d. h. zu gleichen Teilen.

### Strategische Allianz
Eine strategische Allianz ist eine formale Beziehung zwischen zwei oder mehreren Unternehmen oft in Form eines Verbundes, um ein oder mehrere gemeinsam festgelegte Ziele zu erreichen. Die Unternehmen bleiben im Rahmen einer strategischen Allianz rechtlich und wirtschaftlich unabhängig.
Unternehmen unterstützen die strategische Allianz mit unterschiedlichen Ressourcen wie beispielsweise Kapital, Produktionsfaktoren, Produkten, Wissen oder Expertise. Hierbei besteht die Erwartung, dass die Kooperationsvorteile der strategischen Allianz (Verbundeffekte) größer sind als die individuellen Anstrengungen eines einzelnen Unternehmens.

### Trust
Ein Trust (vollständige englische Bezeichnung: trust company) ist ein vertraglich vereinbarter Zusammenschluss mehrerer Unternehmen. Ziele können sein, den Wettbewerb auszuschalten, ein Markt- oder ein Produktionsmonopol zu bilden, oder Preise festzusetzen.
Meist wird von den Unternehmen die rechtliche und wirtschaftliche Selbständigkeit aufgegeben, die dann bei den geschäftsführenden Treuhändern der Holding liegt, nicht aber die Beteiligung an den Gewinnen der Holding. Trusts verfolgen ähnliche Ziele wie Konzerne, können diese aber effizienter verfolgen, da die untergeordneten Unternehmen vollkommen unselbständig geworden sind („untergegangen sind“).
Ein Trust kann auf zwei Arten entstehen. Zum einen durch Aufnahme eines Unternehmens (A kauft B auf) oder durch Neubildung (A und B gründen C, A und B existieren nicht mehr). Trusts sind also das Ergebnis von Fusionen.

### Interessengemeinschaft
Unternehmenszusammenschluss zur Erreichung eines gemeinsamen wirtschaftlichen Zwecks. Diese Zusammenschlüsse haben meist die Rechtsform einer BGB-Gesellschaft (GbR) oder eines eingetragenen Vereins (e. V.). Es ist oft die Vorstufe einer Fusion. Die Unternehmen bleiben rechtlich selbständig, sofern dies nicht vertraglich gemindert wird.

### Konzern
Nach § 18 Aktiengesetz (AktG) bilden ein herrschendes und ein oder mehrere abhängige Unternehmen einen Konzern. Die einzelnen Unternehmen gelten dann als Konzernunternehmen. Die rechtliche Selbständigkeit der abhängigen Unternehmen bleibt dabei weiterhin bestehen, jedoch verlieren sie ihre wirtschaftliche Unabhängigkeit. In Deutschland sind rund 90 % der Aktiengesellschaften und rund 50 % der Personengesellschaften in Konzernen bzw. konzernähnlichen Strukturen organisiert.
Beim Konzern werden zwei Grundtypen unterschieden. Der Gleichordnungskonzern liegt bei Gleichstellung der Unternehmen ohne Über- oder Unterordnungsverhältnis vor. Man spricht dann von Schwestergesellschaften. Beim Unterordnungskonzern spricht man dagegen von einer Muttergesellschaft und einer Tochtergesellschaft.

## Einteilung
Unternehmenszusammenschlüsse können folgendermaßen eingeteilt werden:
- Unternehmenszusammenschlüsse auf vertraglicher Basis: (regelmäßig non-equity strategic)

Interessengemeinschaft, Arbeitsgemeinschaft, Genossenschaft, Kartell, Konsortium, Syndikat
- Unternehmenszusammenschlüsse mit Kapitalbeteiligung: (equity strategic)

Konzern, Trust (Wirtschaft), Joint Venture
Alternativ werden Unternehmenszusammenschlüsse auch anhand der Produktionsstufen der beteiligten Unternehmen klassifiziert:
- Horizontale Zusammenschlüsse finden zwischen Unternehmen auf derselben Produktionsstufe statt, beispielsweise mehrere Kohlebergwerke oder Zusammenschluss von Automobilherstellern. Vorteil/Grund: Kosteneinsparung, Stückkostendegression, Nutzung von Synergien.
- Vertikale Zusammenschlüsse finden zwischen verschiedenen (vor- und nachgelagerten) Produktionsstufen statt, beispielsweise ein Kohlebergwerk schließt sich mit einem Stahlwerk zusammen, das die Kohle bezieht (Zuliefererprinzip, Vorteil/Grund: Kosteneinsparung bei der Beschaffung, Absatzsicherung)
- Diagonale bzw. anorganische oder laterale Zusammenschlüsse finden zwischen Unternehmen verschiedener Produktionsstufen und Branchen statt, wodurch ein Mischkonzern entsteht (z. B. Oetker-Konzern: Nahrungsmittel, Banken, Reedereien, Hotels, Lebensmittelhandel; Vorteil/Grund: Risikostreuung)

## Gefahr der Marktbeherrschung
Durch Unternehmenszusammenschlüsse wird durch die Beteiligten zumeist eine Marktbeherrschung angestrebt, wobei sich jedoch die Gefahr von Oligopol- und Monopolbildungen erhöht (relative Konzentration oder Zentralisation von Kapital).
Eine marktbeherrschende Stellung wird gemäß deutschem Recht vermutet, wenn ein Unternehmen einen Marktanteil von mehr als einem Drittel hält. In diesem Fall kann das Kartellamt einen Zusammenschluss unterbinden, falls die jeweiligen Unternehmen nicht eine Verbesserung des Wettbewerbs durch ihren Zusammenschluss nachweisen können.
Im Marxismus wird davon ausgegangen, dass mit der Zeit immer mehr Unternehmen weltweit fusionieren bzw. übernommen werden (Feindliche Übernahme). Schließlich würden diese Übernahmen zu einem einzigen globalen „Weltkonzern“ führen, der zwangsläufig eine marktbeherrschende Stellung einnimmt. Dieser Zustand würde sich auch auf Dauer nicht von Kartellämtern verhindern lassen, weil er sich logisch zwingend aus dem Wettbewerb ergibt. Das Herausbilden der verschiedenen Unternehmen zu einem einzigen Weltkonzern würde somit schließlich dazu führen, dass sich die Marktwirtschaft selbständig in eine Planwirtschaft umwandelt.

## Zusammenschlusstatbestände
Der „Zusammenschluss“ wird sowohl im europäischen als auch im einzelstaatlichen Recht in der Regel durch Zusammenschlusstatbestände definiert und konkretisiert:
In Deutschland unterliegt der Zusammenschluss den §§ 35 ff. des Gesetzes gegen Wettbewerbsbeschränkungen (GWB), die entsprechende Zusammenschlusstatbestände enthalten. Danach ist ein Zusammenschluss
- der Erwerb des Vermögens eines anderen Unternehmens (einschließlich Verschmelzungen) im ganzen oder teilweise,
- der Erwerb der Kontrolle über ein anderes Unternehmen,
- der Erwerb von mindestens 25 % des Kapitals oder der Stimmrechte an einem anderen Unternehmen (einschließlich der Gründung eines Gemeinschaftsunternehmens) sowie
- der Erwerb sonstigen wettbewerblich erheblichen Einflusses auf ein anderes Unternehmen.

Im europäischen Recht ist die Zusammenschlusskontrolle durch die so genannte Fusionskontrollverordnung VO 139/2004/EG (zuvor VO 4064/89/EWG) geregelt. Auch hier sind Zusammenschlusstatbestände vorhanden. Danach liegt ein Zusammenschluss vor, wenn
- zwei oder mehr bisher voneinander unabhängige Unternehmen fusionieren oder
- ein oder mehrere Unternehmen durch den Erwerb von Anteilsrechten oder Vermögenswerten, durch Vertrag oder in sonstiger Weise die unmittelbare oder mittelbare Kontrolle über die Gesamtheit oder Teile eines oder mehrerer anderer Unternehmen erwerben (einschließlich der Gründung eines (Vollfunktions-)Gemeinschaftsunternehmens).

Der Zusammenschluss durch Erwerb des Vermögens eines anderen Unternehmens wird üblicherweise als asset deal, der Zusammenschluss durch Erwerb von Kapitalanteilen oder Stimmrechten als share deal bezeichnet.
Die Kontrolle über ein anderes Unternehmen im Sinne sowohl des deutschen als auch des europäischen Wettbewerbsrechts erlangt der Erwerber beispielsweise dadurch, dass er das Eigentum an Immobilien, Betriebsmitteln, gewerblichen Schutzrechten oder sonstigen Vermögenswerten der Zielgesellschaft erwirbt, oder dadurch, dass er die Möglichkeit erlangt, auf die Zusammensetzung der Entscheidungsorgane der Zielgesellschaft und/oder die Beschlussfassung darin Einfluss zu nehmen, oder auch dadurch, dass personelle Verflechtungen mit der Zielgesellschaft hergestellt werden.